# 派延奈输水隧道

派延奈输水隧道示意图

派延奈输水隧道（芬蘭語：Päijännetunneli）位于芬兰南部，是世界上第二长的隧道（仅次于美国的特拉华输水道）。该隧道长达120公里，在地表30至100米以下的岩床里穿过。建造该隧道的目的是为芬兰南部市镇（包括赫尔辛基、埃斯波、万塔、许温凯、耶尔文佩、凯拉瓦、考尼艾宁、基尔科努米、锡博和图苏拉）的超过百万的居民提供淡水。现在已经并入波尔沃的原波尔沃乡镇也参与建设计划，但从未从该输水隧道采过水。
输水隧道的起点在派延奈湖，该湖的面积为1080平方公里，为芬兰第二大湖。隧道慢慢地由北向南朝下倾斜，所以水流可以自然地朝南流动。派延奈湖南部在输水隧道口的水质很好，通常不用特别处理就可以直接饮用。输水隧道的终点在大赫尔辛基地区万塔市内的锡尔沃拉（Silvola）水库。之后水被抽至饮水处理工厂。由于水流一直是在低温状态下流经隧道的，水质可以确保在良好的状态，只需简单的处理后就可以饮用。
隧道是在1972年开始建造的，并在1982年完工，花费大约为两百万欧元（通货膨胀后调整过的数据）。在1999年和2001年由于石块的塌落，隧道的部分需要维修。2008年输水隧道得到大规模的维修。为了防止塌陷，隧道的南端部分得到加固。从2008年4月15日至12月31日维修期间，大赫尔辛基都会区的饮用水源来自万塔河。
隧道的截面有16平方米（足以让一辆卡车通过），水流量可达每秒10立方米。在现今用水量的需求下，饮水处理厂以每秒3.1立方米的速度从输水隧道里取水。在水源中断供水的情况下，输水隧道也可作为紧急存水的地方。